# Trường Khánh
Trường Khánh là một xã thuộc thành phố Cần Thơ, Việt Nam.

## Địa lý
Xã Trường Khánh có vị trí địa lý:
- Phía đông giáp xã Đại Ngãi
- Phía tây giáp phường Sóc Trăng và các xã Phú Tâm, Thuận Hòa
- Phía nam giáp xã Tân Thạnh
- Phía bắc giáp xã Nhơn Mỹ.

Xã Trường Khánh có diện tích 58,33 km², dân số năm 2022 là 34.621 người, mật độ dân số đạt 593 người/km².

## Lịch sử
Ngày 20 tháng 9 năm 1975, Bộ Chính trị ban hành Nghị quyết số 245-NQ/TW về việc hợp nhất tỉnh Cần Thơ (ngoại trừ huyện Thốt Nốt), tỉnh Sóc Trăng, tỉnh Trà Vinh, tỉnh Vĩnh Long thành một tỉnh, tên gọi tỉnh mới cùng với nơi đặt tỉnh lỵ sẽ do địa phương đề nghị lên.
Ngày 20 tháng 12 năm 1975, Bộ Chính trị ban hành Nghị quyết số 19/NQ về việc hợp nhất tỉnh Cần Thơ (bao gồm cả huyện Thốt Nốt của tỉnh Long Xuyên), tỉnh Sóc Trăng thành một tỉnh mới, tên gọi tỉnh mới cùng với nơi đặt tỉnh lỵ sẽ do địa phương đề nghị lên.
Ngày 24 tháng 2 năm 1976, Chính phủ Cách mạng lâm thời Cộng hòa miền Nam Việt Nam ban hành Nghị định số 3/NQ/1976 về việc hợp nhất tỉnh Cần Thơ, tỉnh Sóc Trăng và thành phố Cần Thơ thành một tỉnh mới, lấy tên là tỉnh Hậu Giang.
Ngày 26 tháng 12 năm 1991, Quốc hội ban hành Nghị quyết về việc chia tỉnh Hậu Giang thành tỉnh Cần Thơ và tỉnh Sóc Trăng.
Ngày 11 tháng 1 năm 2002, Chính phủ ban hành Nghị định số 04/2002/NĐ-CP về việc:
- Thành lập huyện Cù Lao Dung thuộc tỉnh Sóc Trăng.
- Các xã Hậu Thạnh, Phú Hữu, Trường Khánh thuộc huyện Long Phú.

Ngày 26 tháng 11 năm 2003, Quốc hội ban hành Nghị quyết số 22/2003/QH11 về việc chia tỉnh Cần Thơ thành thành phố Cần Thơ trực thuộc trung ương và tỉnh Hậu Giang.
Ngày 23 tháng 12 năm 2009, Chính phủ ban hành Nghị quyết số 64/NQ-CP về việc:
- Thành lập huyện Trần Đề thuộc tỉnh Sóc Trăng.
- Các xã Hậu Thạnh, Phú Hữu, Trường Khánh thuộc huyện Long Phú.

Tính đến ngày 31/12/2024:
- Xã Hậu Thạnh có 5 ấp: Bờ Kinh, Chùa Ông, Mây Hắt, Ngọn, Phố.
- Xã Phú Hữu có 4 ấp: Phú Đa, Phú Hữu, Phú Thứ, Phú Trường.
- Xã Trường Khánh có 7 ấp: Trường An, Trường Bình, Trường Hưng, Trường Lộc, Trường Thành A, Trường Thành B, Trường Thọ.

Ngày 12 tháng 6 năm 2025, Quốc hội ban hành Nghị quyết số 202/2025/QH15 về việc sắp xếp đơn vị hành chính cấp tỉnh (nghị quyết có hiệu lực từ ngày 12 tháng 6 năm 2025). Theo đó, sáp nhập tỉnh Hậu Giang và tỉnh Sóc Trăng vào thành phố Cần Thơ.
Ngày 12 tháng 6 năm 2025, Quốc hội ban hành Nghị quyết số 202/2025/QH15 về việc sắp xếp đơn vị hành chính cấp tỉnh (nghị quyết có hiệu lực từ ngày 12 tháng 6 năm 2025). Theo đó, sáp nhập tỉnh Hậu Giang và tỉnh Sóc Trăng vào thành phố Cần Thơ.
Ngày 16 tháng 6 năm 2025, Ủy ban Thường vụ Quốc hội ban hành Nghị quyết số 1668/NQ-UBTVQH15 về việc sắp xếp các đơn vị hành chính cấp xã của thành phố Cần Thơ năm 2025 (nghị quyết có hiệu lực từ ngày 16 tháng 6 năm 2025). Theo đó, sáp nhập toàn bộ 13,92 km² diện tích tự nhiên, quy mô dân số là 6.607 người của xã Hậu Thạnh và toàn bộ 13,83 km² diện tích tự nhiên, quy mô dân số là 8.464 người của xã Phú Hữu vào toàn bộ 30,58 km² diện tích tự nhiên, quy mô dân số là 19.550 người của xã Trường Khánh thuộc huyện Long Phú, tỉnh Sóc Trăng.
Xã Trường Khánh có 58,33 km² diện tích tự nhiên và quy mô dân số là 34.621 người.